# 列佩利湖

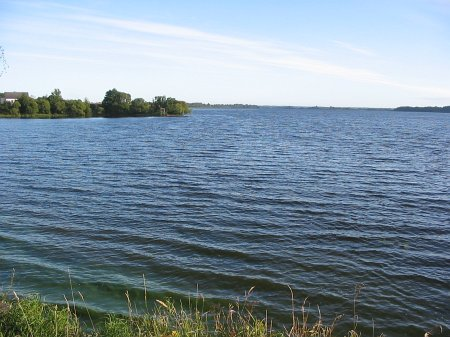
列佩利湖

列佩利湖（白俄羅斯語：Лепельскае возера）是白俄羅斯的湖泊，由維捷布斯克州負責管轄，長7.57公里、寬2.03公里，面積10.18平方公里，集水區面積1,279.6平方公里，湖水來自埃薩河，湖岸線長度39.65公里，是烏拉河的發源地。